# Nikon Small World
Nikon Small World é um concurso de microfotografia promovido pela Nikon.